# انضمار العين
مرض انضمار العين(بالإنجليزية: Phthisis bulbi)‏ هي عين منكمشة، غير وظيفية. قد يحدث بسبب مرض شديد في العين أو التهاب أو إصابة، أو بسبب مضاعفات جراحة العيون. تشتمل خيارات العلاج إدخال طرف اصطناعي، والذي قد يسبقه استئصال للعين.

## الأعراض
تتقلص العين المصابة، وتكون الرؤية ضعيفة أو معدومة. ويصبح ضغط العين في العين المصابة منخفض جدًا أو غير موجود. قد تلتحم طبقات العين معًا، أو متورم، أو متوذم. قد تتلاصق الجفون. وقد تكون العين ناعمة عند ملامستها. يمكن مشاهدة رواسب من الكالسيوم أو العظام تحت المجهر، وغالبا ما تتأثر القرنية بإعتام عدسة العين.

## الأسباب
قد ينتج يسبب اصابة، بما في ذلك حروق في العين، أو مرض أو التهاب في العين. يمكن أن يسبب زَرَق غلوكوما في نهاية المطاف. يمكن أن تعقد جراحة العيون في كثير من الأحيان. والأسباب الشائعة الأخرى مثل السرطان وانفصال الشبكية وآفات الأوعية الدموية والعدوى والالتهاب.

## العلاج
غالبًا ما يكون علاج العين المصابة بدون فائدة. وعادة ما يكون العلاج هو القضاء على الألم في العين المصابة لأغراض تجميلية وليس لاستعادة الرؤية. حيث يمكن إزالته من خلال إجراء يسمى استئصال العين. وفي بعض الأحيان، على الرغم من ذلك، من الممكن زراعة أجزاء فقط من العين، ويمكن استعادة بعض الرؤية.